# Pingüí d'Adèlia
El pingüí d'Adèlia, (Pygoscelis adeliae) és comú a tota l'Antàrtida, i les illes properes. El 1840 l'explorador francès Jules Dumont d'Urville li va donar el nom de la seva esposa, Adélie.

## Distribució i hàbitat
Hi ha 38 colònies de pingüí d'Adèlia i uns 55 milions d'individus a la regió del Mar de Ross. L'illa de Ross hostatja una colònia d'un mig milió d'aquests pingüins.

## Descripció
- Fan de 46 a 75 cm de llargada i pesen entre 3,9 a 5,8 kg. Les marques distintives són un anell blanc al voltant dels ulls.
- Cap, gola i zones posteriors negre.
- Blanc per les zones inferiors.
- Bec menut roig fosc. Potes rosades.
- Cua més llarga que altres pingüins.
- Els immaturs són semblants, però amb la gola blanca i el bec negre.

## Comportament

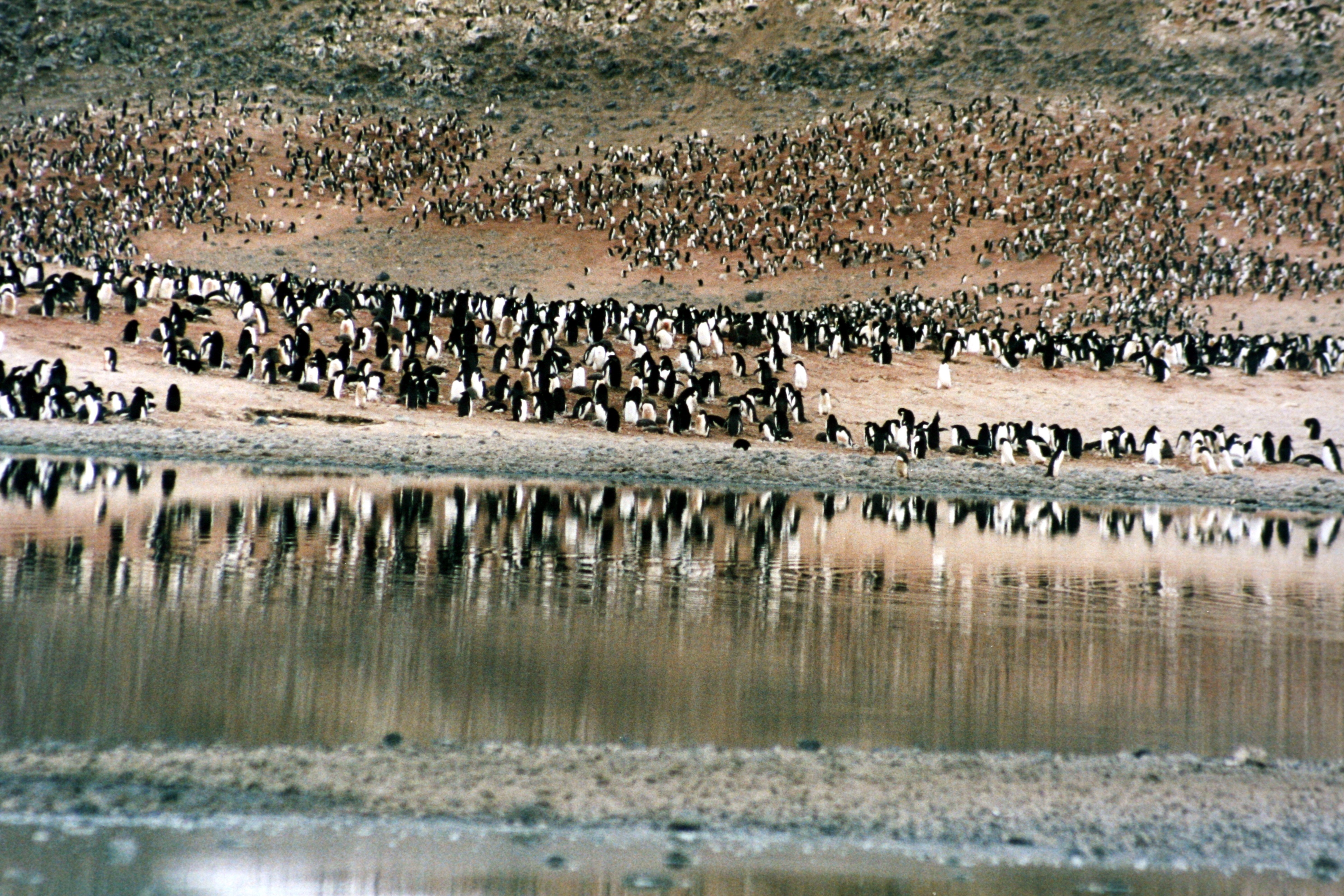
Pingüins Adèlia a Cap Adare

Són socials i poden ser agressius amb altres pingüins que robin pedres del seu niu. 

Poden nadar a 45 milles per hora.

### Alimentació
Principalment krill antàrtic i krill del gel, peixos i calamars glacials. L'anàlisi isotòpic dels fòssils de la closca d'ou mostra que el krill ha passat a ser l'aliment principal des de fa només 200 anys, coincidint amb el declivi de les balenes hi ha més krill disponible pels pingüins.

### Reproducció

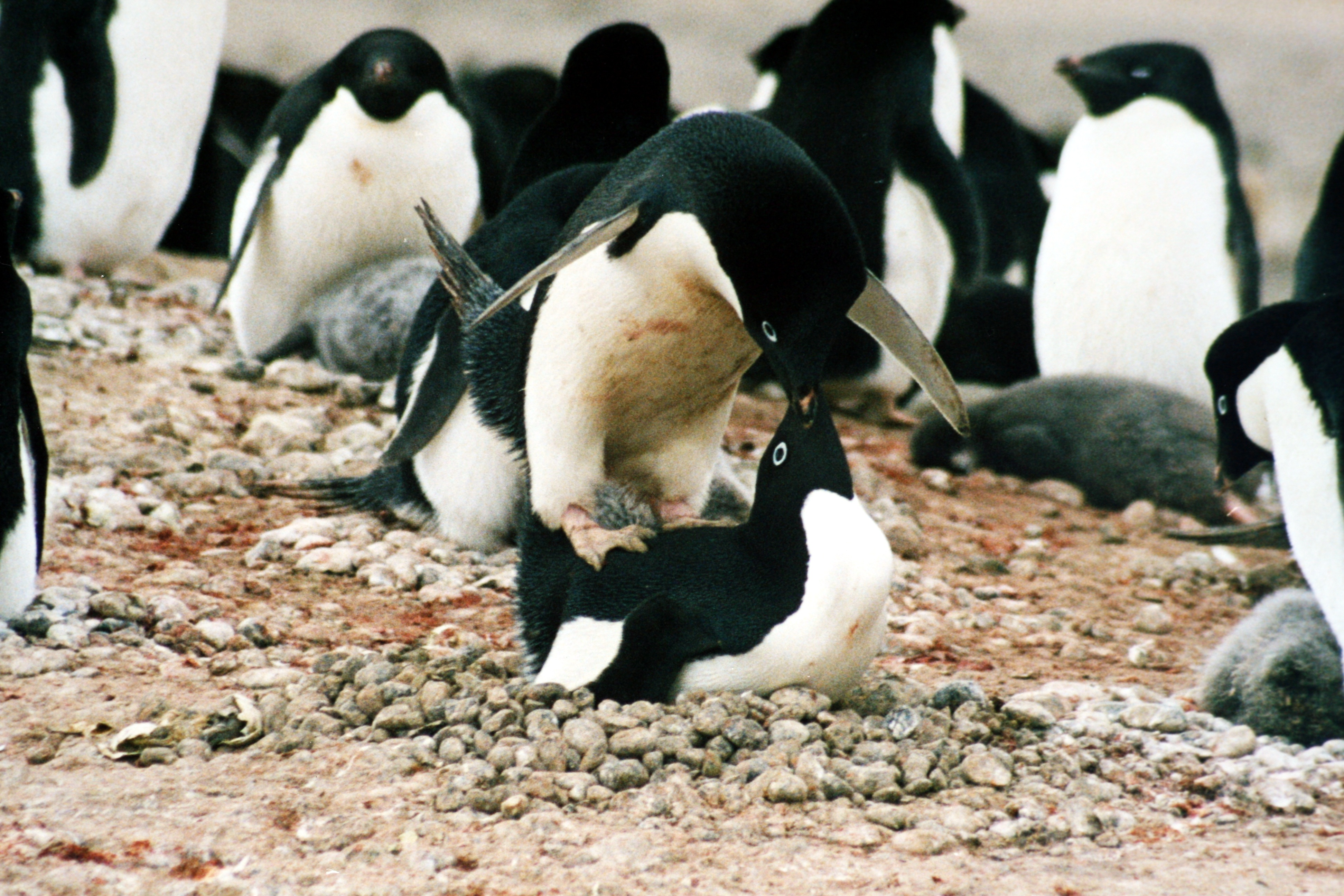
Aparellament a l'Antàrtida

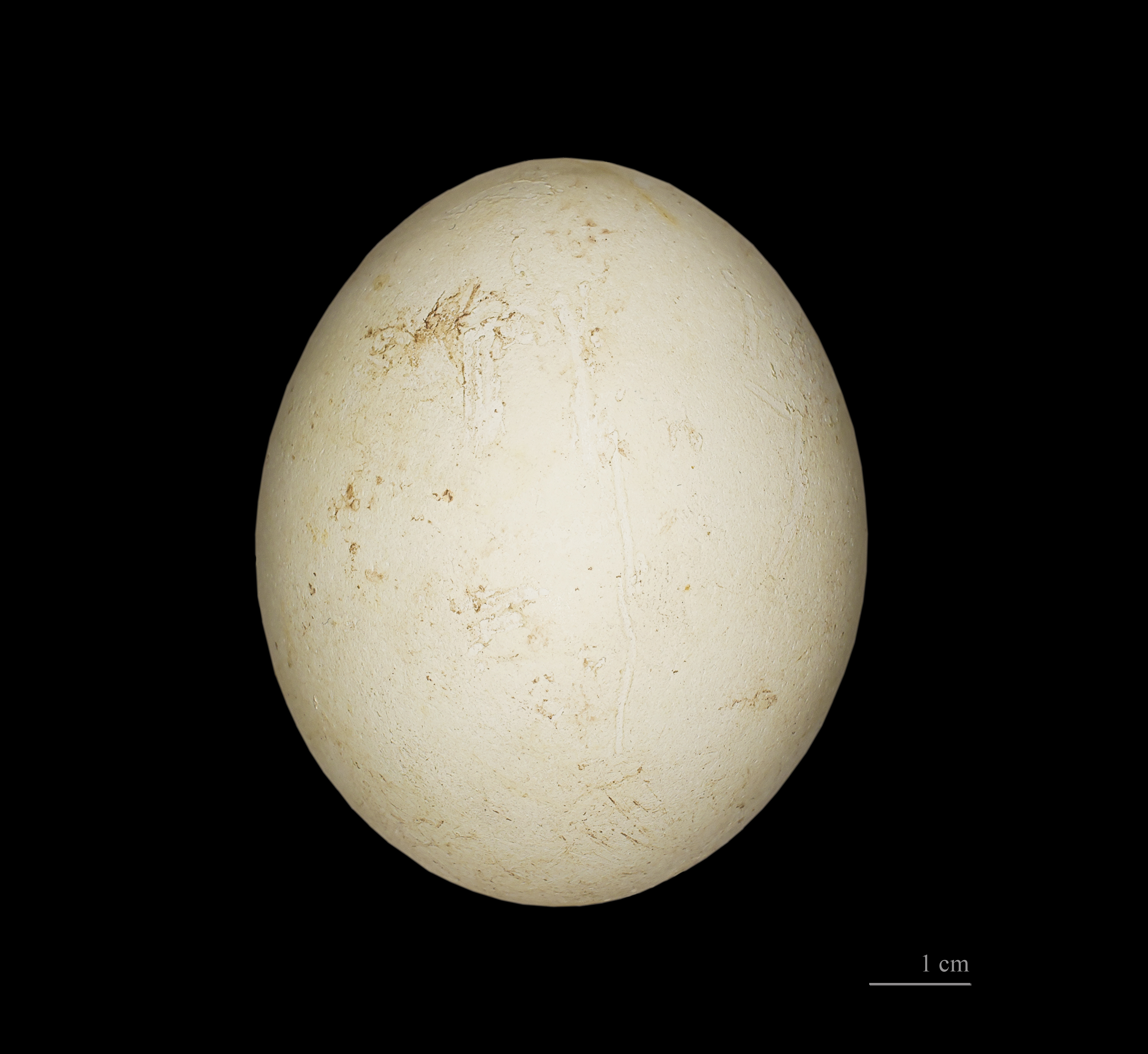
Pygoscelis adeliae

Arriben a la zona de cria l'octubre-novembre. Els seus nius són munts de pedres. Al desembre els mascles i femelles es tornen per a alimentar-se i criar. El març els adults i les cries tornan al seu lloc d'origen. La població ha disminuït un 65% en els darrers 20 anys.

### Migració
Els pingüins d'Adèlia que viuen al Mar de Ross migren uns 13.000 km cada any d'anada i tornada.